# Mancomunidad Valle del Tera
La "Mancomunidad de Servicios Valle del Tera" es una agrupación voluntaria de municipios para la gestión en común de determinados servicios de competencia municipal, creada por varios municipios en la provincia de Zamora, de la comunidad autónoma de Castilla y León, España.
Tiene personalidad jurídica propia, además de la consideración de entidad local. Engloba una población de casi 5.000 habitantes diseminados en diferentes núcleos de población de la comarca de Benavente y Los Valles.

## Municipios integrados
La mancomunidad Valle del Tera está formada por los siguientes municipios:
- Ayoó de Vidriales[3]
- Brime de Sog[4]
- Brime de Urz
- Calzadilla de Tera[5]
- Camarzana de Tera
- Fuente Encalada
- Granucillo de Vidriales
- Melgar de Tera
- Micereces de Tera
- Quintanilla de Urz
- Quiruelas de Vidriales
- San Pedro de Ceque
- Santa Croya de Tera
- Santibáñez de Tera
- Santibáñez de Vidriales[4]
- Uña de Quintana
- Vega de Tera[5]
- Villageriz[4]

## Sede
El domicilio social y el lugar de radicación de sus órganos de gobierno y administración será rotativo entre los municipios mancomunados y durante el periodo de un año natural. La capitalidad se elegirá inicialmente por sorteo entre los municipios mancomunados y posteriormente rotará por el orden alfabético a partir del municipio inicialmente elegido. Si, en el futuro, el Consejo de la Mancomunidad adquiriere locales propios donde poder instalar sus órganos de gobierno y gestión, el domicilio social de este ente será automáticamente el correspondiente al lugar donde radiquen tales locales.

## Fines
El fin inmediato de la mancomunidad consiste en el establecimiento, puesta en funcionamiento, desarrollo y gestión del servicio de recogida domiciliaria de residuos sólidos urbanos conjunto, a los municipios mancomunados, tanto lo referente al transporte de los mismos al vertedero que se establezca, como la instalación de contenedores y el resto de instalaciones complementarias vinculadas directamente con dicho servicio.
Esta Mancomunidad queda abierta a la puesta en funcionamiento de otros servicios que se consideren convenientes para el bienestar de los municipios mancomunados, sin que pueda asumir la totalidad de competencias de los mismos, de acuerdo con lo establecido en el artículo 32.2 del Reglamento de Población y Demarcación Territorial de las Entidades Locales. La inclusión de nuevos servicios requerirá la aprobación del consejo de la mancomunidad por mayoría absoluta y la ratificación por parte de los plenos de los distintos ayuntamientos mancomunados, por igual quorum.
En la prestación de estos servicios se utilizarán los sistemas y procedimientos que el Consejo de la Mancomunidad considere
como más adecuados a las necesidades del momento, ajustándose a la legisla ción vigente en materia de Administración Local.

## Estructura orgánica
El gobierno y administración de la mancomunidad estarán a cargo de los siguientes órganos:
- El Consejo de la Mancomunidad.
- El Presidente y el Vicepresidente.
- El Secretario.